# Big City Greens
Big City Greens (antes, Country Club; y conocida como Los vecinos Green en Hispanoamérica y Los Green en la gran ciudad en España) es una serie de televisión animada estadounidense producida por Disney Television Animation. La serie fue creada por Chris y Shane Houghton, quienes originalmente trabajaron en Harvey Beaks de Nickelodeon. El director ganador del Premio Emmy Rob Renzetti (creador de My Life as a Teenage Robot y productor supervisor de Gravity Falls) sirve como productor ejecutivo y los hermanos Houghton sirven como productores co-ejecutivos. Se estrenó en Disney Channel el 18 de junio de 2018.
Antes de su estreno, el 17 de mayo de 2018 la serie fue renovada para una segunda temporada.

## Sinopsis
La serie se centra en Cricket Green (Grillo Green en Hispanoamérica), un chico de campo travieso, pero optimista que se muda a la gran ciudad desde el campo junto con su familia. Entre ellos se encuentran Tilly Green, que es la hermana mayor del protagonista, en la mayoría de los episodios se ve como una niña pasiva y muy tranquila. Bill Green, padre de Cricket Green, un hombre que vive con sus hijos y que se hace cargo de la huerta de la granja de su madre en una casa en el centro de Gran Ciudad. Se muestra muy protector y reflexivo y trata de cuidar a sus hijos lo más que pueda. Alice Green es la abuela de Tilly, Cricket y madre de Bill Green, que es una persona irritable, impulsiva y un poco antisocial, vive con sus nietos e hijo en su granja. La madre de los niños se llama Nancy Green quien vive en una casa rodante y es motociclista.
En la segunda mitad de la tercera temporada, Bill traslada a su familia de regreso al campo después de haber recuperado su granja. El amigo de Cricket, Remy, les acompaña en la travesía y se muda junto a ellos.

## Personajes

### Principales
- Cricket Green (conocido como Grillo Green en Hispanoamérica): voz de Chris Hougston,[6][7] tiene 10 años, es un chico de una granja travieso que tiene una ropa de granjero de color celeste, es hijo de Bill Green y hermano menor de Tilly Green. Él piensa que es «experto» en ciudades, pero está muy equivocado. Alejandro Bono interpreta su voz para Hispanoamérica.
- Tilly Green: voz de Marieve Herington,[6] es una niña más tranquila con ropa morada y la hermana mayor de Cricket. Tiene 12 años, tiene 2 dientes que sobresalen de su boca, 6 pecas pequeñas y su pelo es de un color completamente negro, peinado en media melena. Andrea Higa da su voz para Hispanoamérica.
- Bill Green: voz de Bob Joles,[6] es un hombre de 50 años con una camiseta verde y una gorra roja que tiene un dedo más corto que los demás, debido a que tuvo un accidente con una cortadora de heno, es padre de Cricket y Tilly e hijo de Alice Green. Javier Gómez da su voz para Hispanoamérica.
- Alice Yaya Green (Abuela Alice Green en Hispanoamérica): voz de Artemis Pebdani, es la madre de Bill Green, lleva gafas, su ropa es de color morado claro y pelo blanco, y actualmente vive con su hijo (Bill) y sus nietos (Cricket y Tilly). Su marido Ernest falleció hace tiempo. Irene Guiser da su voz para Hispanoamérica.

### Secundarios
- Remy Remington: es el mejor amigo de Cricket. Es el hijo de Russell Remington, un jugador de fútbol famoso, lo que significa que es rico. Es un chico con el pelo hacia arriba, utiliza gafas, una camiseta de color rojo con mangas de color lila y un pantalón naranja. Su color de piel es muy similar al color del chocolate.
- Gloria Sato: es la trabajadora de Big Coffee, es una chica tranquila y seria que suele enfadarse con Cricket por sus travesuras, por lo que a veces lo ignora. Tiene el pelo azul, y su piel es morada.
- Vazquez: es el guardaespaldas de Remy. Trabajó en el servicio secreto. Se caracteriza por ser ágil y fuerte, pero cariñoso con Remy. Siempre lleva gafas y tiene piel azul.
- Nancy Green: es la madre de Cricket y Tilly y la exesposa de Bill. Fue encarcelada antes de los hechos de la serie y fue a la ciudad a trabajar en una tienda de motos.

### Invitados
Entre los invitados se encuentran Jon Hamm, Raven-Symoné, Busta Rhymes, Danny Trejo, Lorraine Toussaint, Jim Rash, Paul F. Tompkins, Lauren Lapkus, Andy Daly, Scott Aukerman, McElroy, Paul Scheer, Zeno Robinson, Colton Dunn y Anna Akana.

## Episodios
| Temporada | Temporada | Episodios | Estados Unidos           | Estados Unidos      | Latinoamérica                                          | Latinoamérica                                         | España                                               | España                                               |
| Temporada | Temporada | Episodios | Comienzo                 | Final               | Comienzo                                               | Final                                                 | Comienzo                                             | Final                                                |
| --------- | --------- | --------- | ------------------------ | ------------------- | ------------------------------------------------------ | ----------------------------------------------------- | ---------------------------------------------------- | ---------------------------------------------------- |
|           | 1         | 30        | 18 de junio de 2018      | 9 de marzo de 2019  | 25 de octubre de 2018 (DXD) 11 de febrero de 2019 (DC) | 28 de julio de 2019 (DXD)20 de diciembre de 2019 (DC) | 18 de junio de 2018 (DXD)17 de marzo de 2019 (DC)    | 17 de mayo de 2019 (DXD)30 de noviembre de 2019 (DC) |
|           | 2         | 30        | 16 de noviembre de 2019  | 3 de abril de 2021  | 6 de abril de 2020 (DXD)3 de febrero de 2020 (DC)      | 16 de julio de 2021 (DC)                              | 3 de febrero de 2020 (DXD)17 de febrero de 2020 (DC) | 18 de junio de 2021 (DC)                             |
|           | 3         | 20        | 9 de octubre de 2021     | 25 de marzo de 2023 | 20 de julio de 2022 (D+)7 de noviembre de 2022 (DC)    | 20 de diciembre de 2023 (D+)                          | 6 de junio de 2022 (DC)                              | 7 de junio de 2023 (DC)                              |
|           | 4         | 30        | 23 de septiembre de 2023 | —                   | 31 de enero de 2024 (D+)                               | —                                                     | 13 de noviembre de 2023 (DC)                         | —                                                    |

## Producción

### Desarrollo
El 4 de marzo de 2016, Disney XD dio luz verde a un raro espectáculo, junto con Billy Dilley's Super-Duper Subterranean Summer, bajo su título original Country Club. La serie fue renombrada como «Big City Greens». La serie fue creada por Chris y Shane Houghton (o conocidos como The Houghton Brothers). Chris Houghton trabajó como artista de storyboard en Gravity Falls con Rob Renzetti; los dos también trabajaron en Harvey Beaks para Nickelodeon. La canción fue escrita e interpretada por The Mowgli's.
El 17 de mayo de 2018, se informó que Disney Channel había ordenado una segunda temporada de Big City Greens antes del debut de la serie en junio de 2018.

### Marketing
El 22 de julio de 2017, la principal secuencia de apertura oficial de la serie fue revelada como un vistazo en el San Diego Comic-Con 2017 y fue subido al canal de YouTube de Disney XD el mismo día.

## Liberación
Cuando se anunció, la serie estaba programada para estrenarse en 2018 en Disney XD. Se informó en marzo de 2018 que Big City Greens estrenaría en Disney Channel a mediados de 2018. En mayo de 2018, The Hollywood Reporter informó que la serie se estrenaría el 18 de junio de 2018 en Disney Channel y también por vía streaming en la aplicación DisneyNOW, como parte del programa Disney Channel's GO! Summer. Nuevos episodios adicionales se estrenarán los lunes y miércoles por la mañana a las 10 a. m. durante todo el verano. Además, los cortos de Big City Greens comenzarán a emitirse el sábado 16 de junio en Disney Channel y Disney Channel en YouTube.

## Videojuego
Un juego multijugador llamado Big City Battle, donde los jugadores compiten entre sí con el fin de ganar un lugar como miembro de la familia Green. Fue lanzado en la aplicación DisneyNow.

## Película
Junto con una cuarta temporada, se anunció el desarrollo de una película musical, con el regreso del elenco principal de la serie. La directora de la serie Anne O'Brian dirigirá la película, con Michael Coughling como productor. Se espera que la película se estrene tanto en Disney Channel como en Disney+ el 6 de junio de 2024. La película se titula Big City Greens: The Movie.